# Sport a Imola
Lo sport a Imola si articola in numerose discipline. Questa voce raccoglie le informazioni sulle principali discipline sportive, gli impianti, le società sportive e le manifestazioni che si tengono a Imola.
Gli imolesi praticano diversi sport. Gli iscritti agli enti di promozione sportiva sono 20 000; in città ci sono 96 impianti sportivi, che ogni anno vengono utilizzati da oltre 9 000 utenti. La città è sede di società di livello nazionale in diverse discipline.

## Discipline sportive

### Sport atletici
Il Parco delle Acque Minerali fu la sede delle prime gare podistiche ufficiali disputate ad Imola. Nel 1923 e nel 1924 vi si disputarono i campionati regionali di corsa campestre. Nella stessa area si tenevano le riunioni di atletica leggera, di ginnastica, di lotta greco-romana e di pugilato.

### Ciclismo
Nei primi anni del Novecento apparvero ad Imola i primi sodalizi ciclistici. Nel luglio 1908 fu fondato il "Club Sportivo Imolese”, che si rivelò il maggiormente attivo. Fondato da giovani appassionati, il primo presidente fu Gualtiero Alvisi. In un quinquennio organizzò varie manifestazioni sportive, di atletica leggera e di ciclismo. La gara ciclistica più importante fu la Imola-Piacenza (andata e ritorno). Se ne disputarono due edizioni: nel 1909 e nel 1910. Alla prima edizione parteciparono anche corridori francesi di caratura internazionale, tra cui Constant Ménager (vincitore di una tappa del Tour de France) e Henri Cornet, vincitore del Tour nel 1904. La gara fu vinta da Ménager su Maitron (il terzo dei francesi). Terzo fu Emilio Petiva e quarto Cesare Costa, il più forte ciclista imolese dell’epoca. Residente a Sesto Imolese, il suo risultato più prestigioso fu il sesto posto al Giro di Lombardia dello stesso anno. La seconda ed ultima edizione ebbe luogo il 4 settembre 1910. Vinse Luigi Azzini di Milano. Il miglior ciclista locale fu Fedele Dradi di Alfonsine. Nel periodo che intercorre dal 1908 al 1912, anno dello scioglimento, il "Club Sportivo Imolese” organizzò oltre trenta corse ciclistiche.

Nel 1920 fu costituita la sezione Ciclismo all’interno dell’«Unione Sportiva Imolese», la società calcistica locale. Il 2 ottobre 1921 l’Unione Sportiva organizzò la gara dove ebbe un incidente mortale il giovane Antonio Placci di Bubano. Da quella tragica morte nacque una nuova manifestazione ciclistica, la Coppa Placci, che visse per ben 87 anni.

### Sport motoristici

Pianta del primo circuito cittadino di Imola (1946).

Pianta del secondo circuito cittadino di Imola, utilizzato dal 1947 al 1950.

La prima competizione motociclistica competitiva organizzata a Imola si tenne il 29 maggio 1924. Il «Gran Premio Imola» fu organizzato dalla sezione locale dell'Unione Sportiva Italiana (USI). Il percorso, com'era normale all'epoca, era costituito da strade aperte al pubblico. Partenza-arrivo erano situati in viale Dante. Il tracciato (della lunghezza di 14 km da percorrere 4 volte per complessivi km 56) si snodava attorno ai Tre Monti (note alture che sovrastano la città: i colli Pediano, Frassineto e Bergullo).
Il 14 aprile 1926 l'Associazione Motoristi Imolesi si affiliò al Moto Club d'Italia. In pochi mesi organizzò la sua prima manifestazione: il «Circuito dei Tre Monti». La competizione si disputò il 18 luglio, una domenica. Il tracciato ricalcava in gran parte quello di due anni prima, ma era leggermente più corto (12,1 km); in compenso la gara era più lunga (14 giri). Il luogo di partenza-arrivo era situato lungo il rettilineo che congiunge la chiesa di Croce in Campo (oggi non più esistente) con villa Cerchiari. Ne furono disputate altre due edizioni: il 1º maggio 1927 (la gara fu inserita nel Campionato italiano) e il 31 luglio 1932. Nel frattempo, l'Associazione Motoristi Imolesi aveva cessato di esistere e in sua vece si era costituito il Moto Club Imola (1931). Il campione faentino Francesco Lama vinse la gara in due categorie nel 1932. Altri vincitori: Luigi Arcangeli, Gino Macchi e Pietro Ghersi (1927).

Il Moto Club organizzò anche gare di velocità fuoristrada (l'odierno motocross): esse si tennero nell'area del parco Acque minerali, inclusa la salita del monte Castellaccio. Furono disputate tre edizioni: il 3 marzo 1935, il 24 maggio 1936 e il 18 aprile 1937.
Nel 1946 venne eletto presidente del Moto Club Francesco Costa (per tutti "Checco", 1911-1988). Costa rilanciò l'attività dell'associazione organizzando corse di velocità sulle strade cittadine, le uniche pavimentate all'epoca. Il primo circuito cittadino di Imola (km 2,700) si snodava lungo i seguenti tratti di strada: viale De Amicis (partenza/arrivo), Selice, Mentana, Andrea Costa, Marconi, Pambera e Carducci. La prima gara, denominata «GP Città di Imola», si svolse il 21 luglio 1946.

Dal 1947 al 1950 le corse motociclistiche furono disputate su un diverso tracciato cittadino (km 2,400), che comprendeva: Viale Dante (partenza/arrivo), Viale Zappi (direzione Faenza), al termine del rettilineo si eseguiva una curva a 'U' e si imboccava via Guerrazzi, poi via Mazzini, poi ci si immetteva di nuovo in viale Zappi, ma in senso opposto, arrivando davanti al mercato ortofrutticolo. Lì si curvava a destra in via Boccaccio, poi via Tasso e infine viale Dante. Nel complesso, sui due circuiti cittadini furono disputate sei manifestazioni competitive. La gara, denominata «Coppa Fiera del Santerno», si disputava ad inizio settembre nell'ambito dell'omonima fiera, manifestazione che richiamava a Imola numerosi visitatori.
Agli appassionati venne in mente di realizzare un circuito permanente al di là del Santerno, ma il Comune non aveva i fondi. Il problema venne superato tramite la fondazione di un organismo privato: il 25 novembre 1947 fu fondato l'«Ente Sport e Turismo Imola» (ESTI). L'ESTI raccolse i finanziamenti per la costruzione di quello che oggi è conosciuto come Autodromo Enzo e Dino Ferrari. La prima pietra fu posta il 22 marzo 1950; l'inaugurazione avvenne il 25 aprile 1953.
Nel gennaio 1948 il Moto Club d'Imola ebbe l'onore, e l'onere, di organizzare la prima gara di motocross del dopoguerra sul territorio italiano. La competizione, svoltasi il 23 maggio 1948, fu anche il primo Gran premio internazionale di motocross mai disputato in Italia. Il tracciato misurava ben 5 km; la pista si snodava tra il Parco delle Acque minerali e il fiume Santerno, che i motociclisti guadavano in due punti. L'arrivo/partenza era posto in via Romeo Galli. Da allora Imola ospitò ogni anno un Gran Premio di motocross. L'appuntamento richiamò tutti gli anni una folla tra le 10 000 e le 30 000 persone. L'attività ebbe termine nel 1965 perché in quell'anno l'area fu convertita definitivamente a parco pubblico. Nel complesso si disputarono a Imola 24 Gran Premi, di cui 9 valevoli per il campionato mondiale (1957-1965).
A partire dal 1972 si è disputata all'Autodromo la «200 Miglia». Ideata anch'essa da Checco Costa, negli anni la manifestazione, una gara di durata, ha richiamato migliaia di appassionati da tutt'Italia e dall'estero. L'ultima edizione si è disputata nel 1985.
La Formula 1 ha disputato all'autodromo inizialmente due gare non valide per il mondiale, il IV Gran Premio Città di Imola il 21 aprile 1963 e il Gran Premio Dino Ferrari il 16 settembre 1979. L'anno successivo ha ospitato per la prima volta una gara iridata, il Gran Premio d'Italia 1980. Dato il successo riscontrato si è deciso di correre dall'anno successivo al 2006, nello stesso luogo, il Gran Premio di San Marino. Dopo un'assenza di 14 anni, la Formula 1 è tornata ad Imola per il Gran Premio dell'Emilia-Romagna, disputato il 1º novembre 2020.
Oggi le principali associazioni motoristiche imolesi sono: «Moto club Santerno Imola» "Checco Costa"; «Club romagnolo auto e moto d'epoca» (CRAME); «Moto club Imola»; «Moto club "La Stalla"», «Sport club "Il velocifero"», «Associazione "Otello Buscherini"», «Panathlon International» e «Gruppo ex-motocrossisti imolesi».
I motociclisti imolesi più titolati sono: Fausto Gresini (1961), campione del mondo di velocità 1985 e 1987 (classe 125); Andrea Bartolini, campione del mondo di motocross 1999 nella classe 500/Open; Loris Capirossi, campione del mondo Classe 125 e Classe 250; Alex Salvini, vicecampione mondiale di motocross 2010 nella categoria MX3 e campione del mondo Enduro classe E2 nel 2013; Filippo Suzzi, campione italiano nel 1983.

### Pallacanestro
La pallacanestro nasce a Imola negli anni trenta. Le prime partite sono disputate da squadre di studenti. Nel 1934 il prof. Caleffi, l'insegnante di ginnastica maschile delle magistrali, crea la prima squadra maschile. Il primo campionato, un torneo studentesco, si disputa nel 1936. Nello stesso anno nasce la prima società sportiva in senso proprio: la Virtus Imola Sportiva.
Il 1936 è anche l'anno d'inizio della pallacanestro femminile. In quell'anno giunge ad Imola la professoressa Torrini, insegnante di ginnastica femminile delle scuole magistrali e del liceo. È lei a trasmettere la passione per la palla a spicchi alle ragazze imolesi. Nel 1938 la squadra femminile con le ragazze allenate dalla prof.ssa Torrini disputa il campionato provinciale a Bologna, ottenendo una sorprendente vittoria. L'Imola viene ammessa di diritto a disputare il campionato regionale 1938-39. Le atlete imolesi (tutte ragazze dai 14 ai 17 anni) non sfigurano piazzandosi al terzo posto.
La Seconda guerra mondiale interrompe del tutto l'attività cestistica ad Imola. Della pallacanestro femminile non si sentirà più parlare, mentre la Virtus riprende l'attività agonistica nel 1946. Dal 1948 disputa le proprie partite casalinghe, la domenica mattina, nella palestra Savonarola. Nel 1960 la squadra imolese raggiunge la seconda serie nazionale (rimarrà il traguardo più alto da essa mai raggiunto).
Nel 1967 viene fondata una nuova società: la Andrea Costa Imola Basket. Per diversi anni milita nelle serie inferiori, finché dalla stagione 1985/86 inizia un ciclo positivo. Nella stagione seguente si trova nello stesso campionato della Virtus: le due squadre si affrontano in due infuocati derby, da quali esce vincitrice in entrambi i confronti l'Andrea Costa.
È il passaggio di consegne tra le due formazioni. Da allora l'Andrea Costa si è trovata stabilmente ai piani alti del basket italiano, mentre la Virtus non è riuscita ad andare oltre il livello dilettantistico. Nel 1995 l'Andrea Costa, salita in A2, lascia il PalaRuggi, che non è omologato per la categoria. Inizia così un periodo di 17 anni nei quali la squadra romagnola gioca le partite casalinghe dapprima in una tensostruttura in zona autodromo e successivamente a Faenza. Nella stagione 1998-1999 di Serie A1 l'Andrea Costa di Francesco Vitucci vince gli ottavi nei playoff qualificandosi ai quarti. Vincenzo Esposito è il trascinatore della squadra. È il massimo risultato mai raggiunto da una squadra imolese nel campionato nazionale. L'Andrea Costa totalizza quattro partecipazioni al massimo campionato nazionale, fino al 2002. Attualmente milita in Serie B Nazionale.
Il 2005 è un anno triste per il basket cittadino: fallisce la Virtus. Viene fondata una nuova società, la «Virtus 1936» che riparte dal campionato regionale. Nel 2009 avviene la fusione con un'altra società cittadina dando vita alla «Virtus Spes Vis». Attualmente milita in Serie B Nazionale.

### Pallamano
Imola ha una società di pallamano denominata «Handball Club Imola». Fondata il 25 aprile 1974, oggi disputa il campionato di Serie B. I migliori giocatori nella storia della società imolese possono essere considerati, per ruolo: tra i pali Antonino Loreti e Mirco Barberini; terzini Maurizio Tabanelli, Franko Mileta, Luca Sona, Luca Saulle, Andrea Baroncini e Fabio Bianconi; all'ala Renzo Zardi, Mauro Boschi, Gianmario Montebùgnoli e Pierangelo Taroni; pivot Fabio Maccaferri, Loris Serravalli e Gianfranco Montanari.
L'Handball Club Imola disputò il suo primo campionato di Serie B nel 1976-77. Cinque anni dopo fu raggiunto dall'U.S. Mordano. Le due squadre furono inserite nello stesso girone. Il primo derby si disputò il 9 ottobre 1982 ad Imola. L'incontro vide il successo risicato dei padroni di casa per 18-17 davanti a un pubblico-record di 1000 spettatori. Gli imolesi prevalsero con un gol segnato su rigore a 4" dalla fine. Il ritorno si giocò il 6 febbraio a Mordano. In un campo all'aperto le due squadre impattarono sul 17-17.

Nel 1983 la società imolese approdò alla Serie A. Disputò otto campionati nella massima serie. In quattro occasioni partecipò ai play-off, in tre arrivò alla semifinale. Nel 1990 cominciò la crisi, che portò a tre retrocessioni consecutive.

Nel 1993, quando la squadra terminò il campionato di B agli ultimi posti, il presidente Andrea Bandini (artefice della promozione in Serie A) cedette l'HC Imola a una cordata guidata dall'ex direttore sportivo Adelmo Darchini. Di essa fece parte anche Ezio Tabanelli, già sponsor degli imolesi negli anni d'oro. L'imprenditore divenne presidente della società.

Nel 2001 venne sancita la fusione della prima squadra con la società di pallamano della vicina Mordano. Dall'unione è nata l'attuale Pallamano Romagna. L'Handball Club Imola continuò l'attività a livello giovanile. La prima squadra è tornata a disputare un campionato di livello nazionale nella stagione 2023-24 (Serie B).

### Pallavolo
La pallavolo maschile e femminile è presente in città dal 1964 per merito di Dante Mazzucca (1928-2018), che si impegnò per diffondere questo sport con l'aiuto di alcuni amici. Fondò sia una squadra maschile che femminile, prima con nome ENAL poi «Libertas Pallavolo Imola». Mazzucca, ex pallavolista della Nazionale e campione d'Italia con la Robur Ravenna nel 1946, 1947 e 1948, portò la squadra maschile in serie D e quella femminile in serie C. Fu anche dirigente della polisportiva Juvenilia 1974. Nella formazione maschile mossero i primi passi validi atleti come Francesco Spadoni (1940-2023). Al termine dell'opera di Mazzucca, nel 1968 subentrò nella Libertas Pallavolo femminile Duilio Gavanelli. Nel 1969 Francesco Spadoni, ex allievo di Mazzucca, decise di creare un movimento parallelo fondando la «Libertas Clai San Prospero», che divenne da subito una valida alternativa alla prima società imolese. Inizialmente fu costituita da ragazze provenienti da San Prospero e Chiusura.
Dante Mazzucca è stato premiato il 25 novembre 1989 come Pioniere dello sport imolese dall'unione Nazionale Veterani dello sport sezione di Imola.
Francesco Spadoni, allenatore della Libertas Clai, è stato insignito dal CONI del riconoscimento «Una vita per lo sport» e della Medaglia d'argento per la lunga e onorata carriera.

## Impianti sportivi
Autodromo «Enzo e Dino Ferrari»
La città è sede dell'Autodromo Enzo e Dino Ferrari. Inaugurato nel 1953, ha ospitato gare motociclistiche («Coppa d’oro», 1954-1963; Motomondiale, 1969-1988 e 1996-1999; 200 Miglia, 1972-1985) ed automobilistiche (Formula 1 1980-oggi). Dal 2020 si disputa il Gran Premio dell'Emilia-Romagna di Formula 1.

Nel parco delle Acque minerali, vicino alla curva del Tamburello, si trova un monumento alla memoria di Ayrton Senna, pluricampione del mondo di Formula 1, deceduto nel 1994 in seguito ad un incidente occorsogli nel circuito imolese.
Stadio comunale «Romeo Galli»
Costruito nel 1925 all'interno del Parco delle Acque minerali, il campo (105x56 m) ospita le partite della locale squadra di calcio. Comprende una pista di atletica leggera a sei corsie. L'impianto, che può contenere 4.000 spettatori, è dotato di illuminazione. La struttura comprende anche un antistadio (100x56 m) per allenamenti. Nel 2011 ha ospitato la Finale del Campionato europeo femminile Under 19 di calcio.
Complesso sportivo «Ruggi»
Si compone di:
- Piscina coperta di 25 metri (costruita negli anni settanta del XX secolo) e piscina scoperta di 50 metri (realizzata negli anni ottanta);
- Palasport (conosciuto come "PalaRuggi"), sede storica della pallacanestro e della pallavolo imolesi. Il complesso è intitolato ad Amedeo Ruggi (1920-1971), sindaco imolese dal 1962 al 1971, che ne promosse la costruzione.

Altri impianti
- Centro Sportivo “Bacchilega”[18]: tre campi sportivi per partite di calcio e rugby (uno illuminato)
- Piscina "Enrico Gualandi" (inaugurata nel dicembre 2014): piscina di 25 m con due palestre.
- Anello di Pattinaggio “Ricci Petitoni”[19]: anello illuminato di 300 m e pista coperta per pattinaggio a rotelle illuminata (nota come “PalaGenius”)
- Palazzetto dello Sport di via Volta (polivalente), inaugurato il 20 aprile 1974. È intitolato alla memoria dei fratelli Rino ed Armando Ruscello[20];
- Centro Sociale "Campanella": tre campi da tennis illuminati (due coperti); un campo da calcio a 5 illuminato (erba sintetica);
- Centro Sociale "La Tozzona": campi da calcio, tennis ed impianto del baseball
- Kartodromo: sito in località Ponticelli; la pista è omologata dalla Federazione Motociclistica Italiana.

## Società sportive
Sport motoristici
L'«Associazione Motoristi Imolesi» è affiliata al Moto Club d'Italia dal 1926. Il primo presidente è stato Lodovico Ravaglia. Dal 1931 la società ha assunto la denominazione di «Moto Club Imola». Organizza diverse manifestazioni motoristiche (gare di velocità, gimcane, ecc.). Nel 1946 inizia la lunga direzione di Checco Costa, catalizzatore e punto di riferimento per tutto il movimento motoristico imolese. Nel 1957 la denominazione cambia in «Moto Club Santerno-Imola». La denominazione attuale è «Moto Club Santerno "Checco Costa"».
Ciclismo
Le società ciclistica imolese più blasonata è stata l'«Unione Sportiva Imolese» (nata il 20 marzo 1920), organizzatrice della storica Coppa Placci. La società si è sciolta il 30 marzo 2014. Nel 1995 è nata la «Ciclistica Santerno Fabbi Imola», che dallo stesso anno organizza il Gran Premio Fabbi Imola, manifestazione giovanile (dai 6 ai 16 anni) di livello interregionale. Una particolarità della competizione è che i ciclisti circolano all'interno dell'Autodromo Enzo e Dino Ferrari.
Pallacanestro
Le due principali squadre della città sono, in ordine cronologico, la Virtus Imola, fondata nel 1936, e Andrea Costa, fondata nel 1967. Militano in Serie B Nazionale .

Entrambe le squadre disputano le proprie partite casalinghe al Pala Ruggi (2000 posti).
Calcio
La squadra principale in ambito calcistico è l'Imolese, che ha militato per vari anni in serie C fino al 1972; a causa delle difficoltà economiche il club è precipitato in categorie inferiori. Dopo il fallimento (2008) il club imolese è stato capace in dieci anni di risalire dall'Eccellenza alla Serie C (2018), dopo un'assenza di 46 anni. Dal 2023/24 milita in Serie D. L'Imolese gioca nello stadio Romeo Galli, capace di 4000 spettatori.
Le altre società calcistiche con sede in Imola (frazioni comprese) sono: Tozzona Pedagna, Sesto Imolese (militanti in Prima Categoria), Ponticelli, Calcio Imola 2004, Juvenilia Imola, Stella Azzurra Zolino (partecipanti al Campionato 2ª Categoria) e il Rossoblù Imolese (affiliato all'ASD Chicco Ravaglia) militante in Terza Categoria.
Sette calciatori imolesi hanno giocato da titolari in Serie A: Remo Costa (1914-2003), nell'Udinese e nella Triestina; Bruno Baruzzi (1919), nel Torino e nel Bari; Rodolfo Beltrandi (1930) con Fiorentina, Udinese e Napoli; Moreno Mannini (1962), giocatore della Sampdoria e di altre squadre nonché della Nazionale; Giancarlo Marocchi (1965), che ha militato nel Bologna, nella Juventus e nella Nazionale; Alfonso Bertozzi (1965), un anno con il Verona; Davide Bombardini (1974), che ha giocato in diverse squadre di serie A, tra cui Bologna, Atalanta, Palermo e Roma.
Nel 1992 è stata fondata Imola Calcio a 5, che nel 2015 è stata promossa in Serie A2 e l'anno successivo è approdata in Serie A, dove ha militato per due stagioni (2016/17 e 2017/18). La prima squadra è stata sciolta nel 2020.

Nel 2024 la sezione Calcio a 5 dell'Imolese Calcio ha assorbito la società Dozzese Futsal della vicina Dozza. Da quell'anno disputa il campionato di Serie A2.
Nuoto

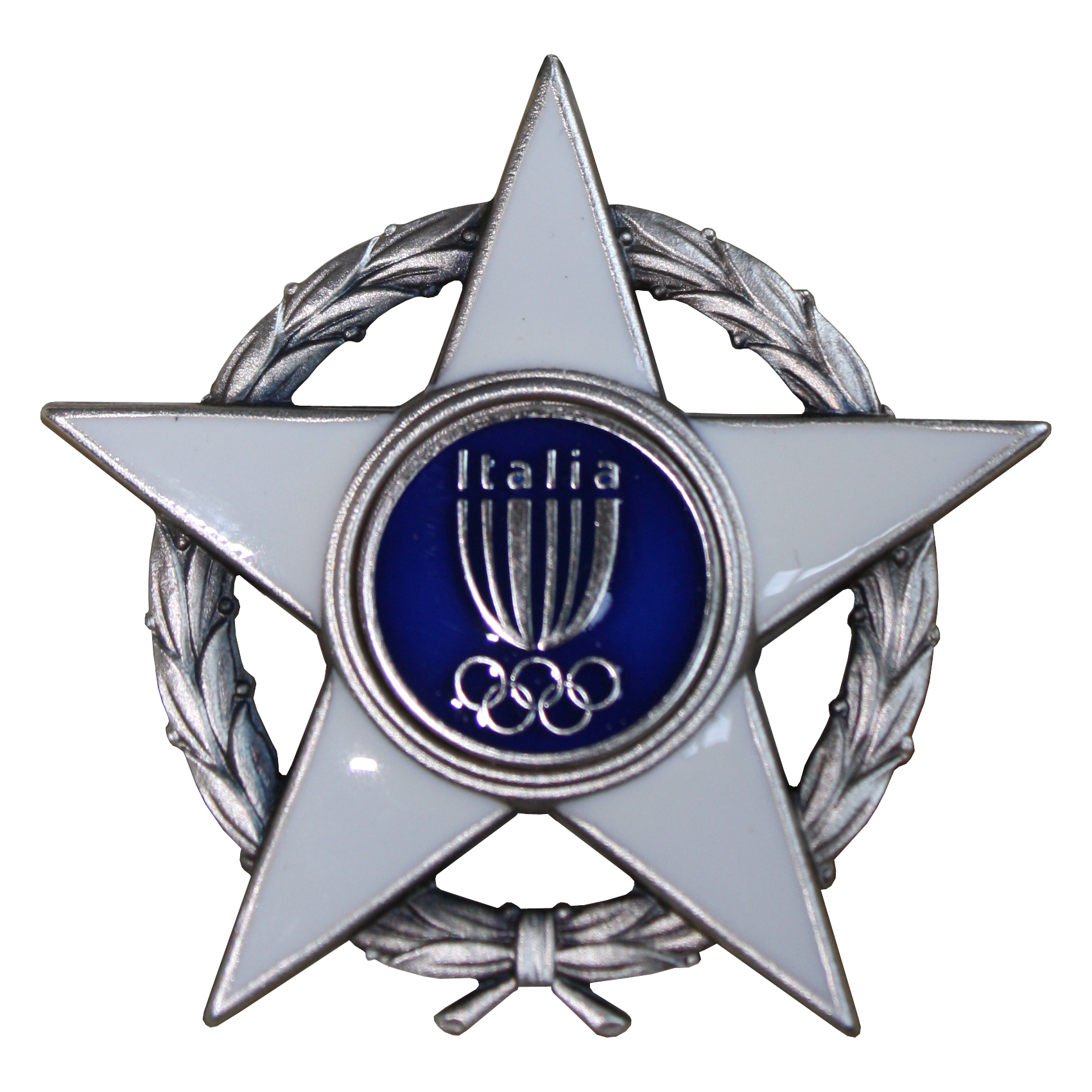
La Stella d'argento al Merito Sportivo.

Nel 1972 nasce per opera di Renzo Bandini la «Libertas Nuoto Nautica di Imola». Nel 1989 la società viene rifondata; il 21 agosto assume la denominazione attuale: «Associazione Sportiva Imolanuoto»; primo presidente del nuovo corso è Pietro Martelli. Gli istruttori della società precedente passano tutti nel nuovo organismo. In pochi anni l'Imolanuoto diventa la prima società natatoria imolese. Nel 1997 approda per la prima volta al Campionato di Serie A. Oggi la società, presieduta da Mirco Piancastelli, partecipa alle gare di Serie A1 nazionale sia nel settore maschile che in quello femminile.
 
Nel 2008 Ilaria Bianchi è stata la prima tesserata a partecipare ai Giochi olimpici (Pechino). Dal 2010 l'Imolanuoto ha sempre avuto propri atleti nelle grandi manifestazioni internazionali. In quell'anno Fabio Scozzoli ed Alessia Polieri sono stati convocati in nazionale per gli Europei in vasca corta. Nel 2012 Scozzoli gareggiò ai Giochi olimpici di Londra. Alessia Polieri e Carlotta Zofkova parteciparono alle Olimpiadi del 2016 (Carlotta Zofkova fu finalista  nella Staffetta 4x100 m misti). Nel 2021 andarono a Tokyo Martina Carraro (ranista campionessa europea) e Federico Poggio.

Nel 2018 la società ha conseguito il suo miglior risultato nella Coppa Brema (il campionato italiano a squadre) classificandosi seconda assoluta. Dal 2020 è Centro tecnico federale per gli specialisti della rana. Nel 2023 almeno due atleti di Imolanuoto hanno preso parte con i colori della nazionale italiana a tutte le manifestazioni inserite nel calendario internazionale: Universiadi, Campionati europei, Campionato mondiali.

Nel 2025 Imolanuoto è stata insignita dal CONI della Stella d'argento al merito sportivo per la «continuata e meritoria attività sportiva» svolta da più di 35 anni.
Atletica leggera
L'«Atletica Sacmi Avis Imola» è la principale società cittadina di atletica leggera. Nata dalla fusione, nel 1994, dell'"Atletica Sacmi Imola" (fondata il 1º gennaio 1964) e della "Polisportiva Avis Imola", è tra le società più importanti della regione. Ha ottenuto significativi piazzamenti anche in ambito nazionale. Nel 2013 ha conseguito per la prima volta nella sua storia la promozione in Serie A1, ovvero la massima serie nazionale della disciplina. Nel febbraio 2016 ha vinto il titolo italiano ai campionati juniores maschili. La Sacmi ha vinto il titolo italiano di società di Decathlon per due anni consecutivi: il 2019 e il 2020.
Baseball
Il Baseball a Imola nasce ufficialmente nel 1979 con la fondazione della società «Giants» ("giganti") disciolta nel 1981 dopo aver militato solo in campionati minori. Il 21 giugno 1983 è stata fondata l'attuale società, i «Redskins» ("Pellerossa"), che ha cominciato a partecipare al campionato nazionale partendo dalle serie minori. Stabilmente in serie B dalla metà degli anni '90, a partire dal 2001, con la promozione in serie A2, la società conosce un periodo di ottimi risultati fino a sfiorare due volte la promozione alla massima serie. Nel 2007, per motivi organizzativi, s'iscrive volontariamente al campionato di serie B con l'obiettivo di valorizzare i giovani talenti del vivaio e del circondario, e negli anni successivi ottiene nuovamente buoni risultati, senza però riuscire a raggiungere la promozione. Nel 2012 viene nuovamente conquistata la serie A2, vincendo la serie finale di playoff al meglio delle cinque partite contro Verona. Nel 2013 la squadra ha partecipato al campionato di serie A2 raggiungendo i playoff. Nel 2017 la squadra ha conquistato il titolo di Campione d'Italia di  Serie A2 (non erano consentite promozioni). Nel 2018 ha vinto nuovamente il campionato di serie A2 conquistando il diritto a disputare la massima serie italiana, ma la società, raggiunto l'obiettivo, decide di ripartire dalla categoria più bassa (serie C) per avviare nuovamente un ciclo di valorizzazione dei giovani. 
Vari atleti cresciuti nelle file dei Redskins si sono distinti ai massimi livelli, facendo parte sia della nazionale maggiore, sia di quelle giovanili. Da sottolineare il fatto che hanno militato nei Redskins anche atleti che avevano già giocato anche nel massimo campionato professionistico americano (Marino Salas - Pittsburgh Pirates) o che, partendo dalla compagine imolese, lo hanno raggiunto in seguito (Robel Garcia - Chicago Cubs e Houston Astros).
Oltre alla prima squadra, la società conta anche varie squadre giovanili.
Equitazione
La prima scuola locale di equitazione nacque nel 1966 sulle rive del fiume Santerno con il nome di «Circolo ippico sportivo Imolese».
Pochi anni dopo si costituì in società sportiva con lo stesso nome e si trasferì in Via Ascari nei terreni dell'Istituto Agrario G. Scarabelli per opera del primo presidente Arrigo Fanti; l'anno successivo divenne Scuola di equitazione Federale F.I.S.E..
Successivamente nacque il maneggio «la Rondinella» in Via Pediano, che nel 1996 ottenne il titolo di scuola di equitazione federale F.I.S.E.
Pallavolo
Imola ha avuto una squadra femminile che ha militato in Serie A1 per due stagioni, il Team Volley.

Quanto alle individualità, va segnalata Erica Di Placido (giocatrice in forza alla Libertas Clai), che giocò nella Nazionale Juniores alla metà degli anni 1990.

Attualmente la principale società di pallavolo imolese è la Csi Clai Imola. Dalla stagione 2024-25 disputa il campionato di Serie A2.

Sono attive le società Diffusione Sport e Solo Volley Imola.
Altri sport olimpici
La società di ginnastica artistica di Imola è la "Biancoverde". Frequentata anche dall'atleta olimpica Carlotta Giovannini; dal 2020 milita nella massima serie nazionale (unica interruzione nel 2025, quando ha disputato il campionato di Serie A2).
La società cittadina di lotta è l'«Unione sportiva imolese lotta». Nel 2018 una sua tesserata, Valentina Minguzzi, ha vinto il titolo italiano assoluto femminile nella lotta libera. Nel 2019 Saverio Scaramuzzi ha conquistato il titolo italiano nella categoria 72 kg.

Nel settore arti marziali Imola vanta un campione del mondo 2013: Gionata Zarbo. È imolese, anche se in forza alle Fiamme Oro, Andrea Minguzzi che, il 14 agosto 2008, ha conquistato la medaglia d'oro ai Giochi della XXIX Olimpiade.

Il Circolo tennistico imolese è stato fondato nel 1928 sul monte Castellaccio, all'interno del parco delle Acque Minerali; due anni dopo si svolse il primo torneo. Dal 1945 è intitolato a Camillo Cacciari, uno dei primi dirigenti, fucilato dai tedeschi in Grecia nel 1943. Dispone di cinque campi in terra rossa, che in inverno vengono coperti da palloni aerostatici. Il circolo organizza dal 1976 un torneo nazionale, maschile e femminile. Intitolato a Mauro Ricci, è dotato di un montepremi di 2000 euro. Negli anni il torneo è stato vinto da Corrado Aprili, Luca Gasparini e Massimiliano Narducci.

La società di Tiro con l'arco è la "Compagnia Arcieri del Santerno", nata nel 1980.

Il triathlon è presente ad Imola dal 2014. La società ha conseguito il suo primo titolo italiano nel 2022, quando Andrea Negrini si è laureato campione nazionale nella categoria S2 (atleti amatori di età compresa tra 25 e 29 anni). 
Rugby
La prima partita di rugby registrata dalle cronache si disputò il 5 agosto 1928: Imola Rugby - Bologna sportiva (3-7). Negli anni trenta l'imolese Angelo Becca vinse tre scudetti con la maglia degli Amatori Milano (1938, 1939 e 1940). Becca (1917-1996) rimane a tutt'oggi l'unico imolese ad aver vestito la maglia della Nazionale. A Imola però mancò un'attività sportiva organizzata fino al secondo dopoguerra. L'A.s.d. Imola Rugby, l'attuale club cittadino di rugby a 15, è stato fondato nel 1978. Nella stagione 2022/2023 la prima squadra milita nel Campionato di Serie C Élite.
Il club gestisce anche le squadre cadette del Minirugby (Propaganda), per i ragazzini dai 6 ai 14 anni, e delle Giovanili, per i ragazzi dai 15 ai 18 anni; la "giovane", neonata formazione imolese dei giocatori con più di 35 anni. Dal 2011 è presente anche un club tutto al femminile, le Scarlet ("scarlatte" in inglese).
Pattinaggio a rotelle
Le principali società sono il «Gruppo Imolese Pattinaggio» (strada) «Imola Roller» (artistico, fondata nel 1993) e «Magic Roller» (artistico).
Football americano
I Ravens Imola sono la squadra di football americano di Imola. Fondati nel 2002, i Ravens sono stati Campioni d'Italia Under 21 nel 2012 e Campioni d'Italia di Football a 9 nel 2018.

## Manifestazioni sportive
Ciclismo
Nel 1968 Imola ha ospitato il campionato del mondo di ciclismo su strada, vinto dall'italiano Vittorio Adorni. 
Nel 2020 ha nuovamente ospitato l'evento, vinto dal francese Julian Alaphilippe.

Imola ha una lunga tradizione di rapporti con il Giro d'Italia.

La “Corsa rosa” passò da Imola sin dalla prima edizione (tappa Bologna-Chieti, 381 km, 16 maggio 1909).
Imola è stata sede di arrivo di tappa per quattro volte:
- 1968 (4 giugno, Ravenna-Imola, vittoria di Marino Basso);
- 1992 (3 giugno, Montepulciano-Imola, vittoria di Roberto Pagnin);
- 2015 (20 maggio, Forlì-Imola, vittoria di Il'nur Zakarin);
- 2018 (17 maggio, Osimo-Imola, vittoria di Sam Bennett).

Dal 20 al 28 giugno 2009 Imola è stata sede dei campionati italiani di ciclismo, denominati "Settimana Tricolore" (crono e strada), organizzata dall'Unione Sportiva Imolese e dal Comune.
Storicamente, la manifestazione ciclistica più importante organizzata a Imola è stata la Coppa Placci, che si è disputata dal 1922 al 2013.
Nella categoria non professionisti spicca la «Granfondo Città di Imola». Si tiene in giugno e fa parte del Circuito romagnolo.
A livello giovanile sono due le principali competizioni che hanno luogo nel territorio:
- dal 1996 nell'ultima settimana di luglio si svolge all'interno dell'Autodromo Enzo e Dino Ferrari il «Gran Premio Fabbi Imola», due giorni ciclistica organizzata dalla Ciclistica Santerno Fabbi. Nel 2013 la prova degli Under 16 (cat. Allievi) ha ricevuto la prestigiosa intitolazione "Coppa Placci", che è stata dedicata ai giovani non essendosi più disputata la prova per i professionisti;
- dal 1999 si tiene il «Memorial Luciano Pezzi», competizione per Under 16. Collocata in calendario a metà settembre, la corsa è diventata una classica di fine stagione.

Podismo
La manifestazione podistica più importante che si svolge a Imola è il «Giro dei Tre Monti». Nacque nell'ottobre 1968 per una scommessa tra amici, che si sfidarono sul circuito di 15,3 km su cui si era disputato il Campionato mondiale di ciclismo un mese prima. Uno di essi, Leonardo (Leo) Monduzzi fu l'organizzatore delle prime edizioni. Da allora la manifestazione si disputa la terza domenica d'ottobre. Nel giro di pochi anni il «Giro dei Tre Monti» è diventato una classica del podismo nazionale e internazionale. Nel 1982 fu raggiunto il record dei partecipanti: 9.973. Il tracciato della corsa, che si snoda su tre alture circostanti Imola, ha la forma di un semicerchio, con punto di partenza ed arrivo dalla linea del traguardo dell'Autodromo. Si sale sui colli Pediano e Frassineto (l'altura più elevata: 252 m, nonché quella più lontana dalla città), poi si torna verso la pianura scendendo dal colle Bergullo.
Tennis
La più importante manifestazione della città sono gli «Internazionali di Imola», un torneo internazionale femminile del circuito ITF che si svolge in luglio. Nato nel 2004, è organizzato dalla Tozzona Tennis Park su campi in sintetico. Dal 2011 gli organizzatori hanno aumentato la durata (8 giorni) e il montepremi, che è stato portato a 25.000 dollari USA.
Atletica leggera
Dal 1993 si disputa in giugno il «Memorial Claudia Cavulli», meeting di livello nazionale dedicato alla mezzofondista imolese prematuramente scomparsa.
Nuoto
Dal 2018 si tiene nella piscina comunale il «Trofeo Città di Imola - Memorial Mattia Dall'Aglio«. Il meeting, che si disputa in giugno, fa parte del «Circuito Nuoto Italia», serie di meeting di livello internazionale.
Pallavolo
Nel 1971 si svolsero in Italia i Campionati europei di pallavolo maschile e pallavolo femminile. Su iniziativa di un comitato organizzatore composto da dirigenti ed allenatori della Libertas, si riuscì a portare ad Imola un girone maschile con Belgio, Francia, Turchia ed Unione Sovietica (vincitrice del campionato ed all'epoca la più forte rappresentativa mondiale), ed un girone femminile con Gran Bretagna, Israele ed Ungheria. Gli incontri si disputarono dal 23 settembre al 1º ottobre 1971.